# Laguna Vitel
Laguna Vitel är en sjö i Argentina.   Den ligger i provinsen Buenos Aires, i den östra delen av landet, 100 km söder om huvudstaden Buenos Aires. Laguna Vitel ligger 7 meter över havet. Arean är 11,1 kvadratkilometer. Den sträcker sig 3,3 kilometer i nord-sydlig riktning, och 6,4 kilometer i öst-västlig riktning.
Trakten runt Laguna Vitel består till största delen av jordbruksmark. Runt Laguna Vitel är det glesbefolkat, med 9 invånare per kvadratkilometer.